# Santa Fe (Leyte)
Santa Fe (Bayan ng Santa Fe) är en kommun i Filippinerna. Kommunen ligger på ön Leyte, och tillhör provinsen Leyte. Folkmängden uppgår till 53 837 invånare.

## Barangayer
Santa Fe är indelat i 20 barangayer.
| - Baculanad - Badiangay - Bulod - Catoogan - Katipunan - Milagrosa - Pilit - Pitogo - Zone 1 (Pob.) - Zone 2 (Pob.) | - Zone 3 (Pob.) - San Isidro - San Juan - San Miguelay - San Roque - Tibak - Victoria - Cutay - Gapas - Zone 4 Pob. (Cabangcalan) |